# Bóng bàn tại Đại hội Thể thao Đông Nam Á 2013
Bóng bàn tại Đại hội Thể thao Đông Nam Á 2013 diễn ra tại Sân vận động trong nhà Wunna Theikdi, Naypyidaw, Myanmar từ ngày 17 đến 21 tháng 12.

## Huy chương

### Bảng tổng sắp huy chương
| Hạng               | Đoàn               | Vàng | Bạc | Đồng | Tổng số |
| ------------------ | ------------------ | ---- | --- | ---- | ------- |
| 1                  | Singapore          | 4    | 1   | 1    | 6       |
| 2                  | Thái Lan           | 0    | 2   | 0    | 2       |
| 3                  | Việt Nam           | 0    | 1   | 3    | 4       |
| 4                  | Malaysia           | 0    | 0   | 3    | 3       |
| 5                  | Philippines        | 0    | 0   | 1    | 1       |
| Tổng số (5 đơn vị) | Tổng số (5 đơn vị) | 4    | 4   | 8    | 16      |

### Các vận động viên giành huy chương
Tất cả các môn tại Đại hội đều thi đấu bằng hình thức đấu loại trực tiếp.
| Đơn nam      | Zhan Jian · Singapore                                                      | Lê Tiến Đạt · Việt Nam                                                                          | Richard Gonzales · Philippines                                                                 |  |  |  |
| Đơn nam      | Zhan Jian · Singapore                                                      | Lê Tiến Đạt · Việt Nam                                                                          | Clarence Chew · Singapore                                                                      |  |  |  |
| Đơn nữ       | Yu Mengyu · Singapore                                                      | Isabelle Li · Singapore                                                                         | Wei Beh Lee · Malaysia                                                                         |  |  |  |
| Đơn nữ       | Yu Mengyu · Singapore                                                      | Isabelle Li · Singapore                                                                         | Mai Hoàng Mỹ Trang · Việt Nam                                                                  |  |  |  |
|              |                                                                            |                                                                                                 |                                                                                                |  |  |  |
| Đồng đội nam | Singapore · Chen Feng · Li Hu · Zhan Jian · Pang Xue Jie · Clarence Chew   | Thái Lan · Chaisit Chaitat · Nikom Wongsiri · Padasak Tanviriyavechakul · Suchat Pitakgulsiri · | Malaysia · Dunley Foo · Ee Hooi Chin · Muhamad Ashraf Haiqal · Muhd Shakirin Ibrahim           |  |  |  |
| Đồng đội nam | Singapore · Chen Feng · Li Hu · Zhan Jian · Pang Xue Jie · Clarence Chew   | Thái Lan · Chaisit Chaitat · Nikom Wongsiri · Padasak Tanviriyavechakul · Suchat Pitakgulsiri · | Việt Nam · Đào Duy Hoàng · Lê Tiến Đạt · Dương Văn Nam · Nguyễn Văn Ngọc                       |  |  |  |
| Đồng đội nữ  | Singapore · Yee Herng Hwee · Yu Mengyu · Isabelle Li · Lin Ye · Zhou Yihan | Thái Lan · Anisara Muangsuk · Nanthana Komwong · Piyaporn Pannak · Tamolwan Khetkhuan ·         | Malaysia · Angeline Tang An Qi · Wei Beh Lee · You Lee Rou · Ho Ying                           |  |  |  |
| Đồng đội nữ  | Singapore · Yee Herng Hwee · Yu Mengyu · Isabelle Li · Lin Ye · Zhou Yihan | Thái Lan · Anisara Muangsuk · Nanthana Komwong · Piyaporn Pannak · Tamolwan Khetkhuan ·         | Việt Nam · Mai Hoàng Mỹ Trang · Phan Hoàng Tường Giang · Nguyễn Thị Việt Linh · Nguyễn Thị Nga |  |  |  |

### Chung kết
| Nội dung     | Vô địch   | Á quân      | Tỷ số                  |
| ------------ | --------- | ----------- | ---------------------- |
| Đơn nam      | Zhan Jian | Lê Tiến Đạt | 11–6, 11–8, 11–7, 11–4 |
| Đồng đội nam | Singapore | Thailand    | 3–0                    |
| Đơn nữ       | Yu Mengyu | Isabelle Li | 11–8, 11–4, 11–6, 11–6 |
| Đồng đội nữ  | Singapore | Thailand    | 3–0                    |